# Mariana (1968)
Mariana é uma telenovela mexicana, produzida pela Televisa e exibida em 1968 pelo Telesistema Mexicano.

## Elenco
- Silvia Derbez
- Carlos Bracho
- Aurora Alvarado
- Estela Chacón